# Кехайова къща
Кехайовата къща е възрожденска къща, паметник на културата в град Мелник, България. Къщата заедно с Янковата и Менчевата, образува най-добре запазения комплекс от XVIII век в Мелник. Обявена е за паметник на културата. Композицията от къщи е разположена на възвишението Разклона (Чатала) в града.

## Описание
Сградата е построена през XVIII век и е типичен представител на Мелнишката къща. Изградена е на стръмен терен и има приземна стопанска част и жилищен етаж. Главната фасада е характерна с извисената стопанска част, силно издадения жилищен етаж, носен от множество резбовани коси подпори и със свободното разположение на прозорците. Градежът е паянтов, с изключение на каменните оградени стени на стопанската част и североизточната и югоизточната стена на жилищния етаж.
В стопанската част на различна височина са разположени галерийно три междинни нива. Различните нива са дотъпни от главната, страничната улица и от двора, като са свързани със стръмни стълби. На най-високото ниво има скрита връзка към жилищната част на къщата. Помещения за животни, съхраняване на вино и за животни са преградени в различните нива.
В жилищния етаж се влиза с няколко стъпала направо от двора заради значителната денивелация на терена. Жилищният етаж има голямо разпределително пространство (салон), около което се намират дневната, гостната, спалнята, кухнята и помещението за прислугата. Гостната по-късно е разделена на две помещения. Осветлението в дневната стая е от 4 прозореца на северозападната и 2 на югозападната стена. Над тях има втори ред прозорци, които са били със стъклописи, които по-късно са премахнати. В дневната има още огнище и долапи по три от стените. Украсата на спалнята и гостната е със стъклописи и гипсови орнаменти по стените, от които са запазени орнаментите в спалнята. Таваните в салона, гостната, спалнята и дневната са резбовани.
Кехайовата къща е преустроявана в XIX и XX век.